# Постольне (Сумський район)
Посто́льне —  село в Україні, у Миколаївській сільській громаді Сумського району Сумської області. Населення становить 393 осіб. До 2016 орган місцевого самоврядування — Постольненська сільська рада.

## Географія
Село Постольне знаходиться на автомобільній дорозі Р44 на відстані 1 км від сіл Бурчак і Склярівка. По селу протікає пересихаючий струмок з греблею.

## Назва
Перші поселенці створювали заїжджі (постоялі) двори на шляху з Сум до Білопілля, звідси і походить назва села.

## Історія
Село Постольне засноване на початку XVIII століття.
12 червня 2020 року, відповідно до розпорядження Кабінету Міністрів України № 723-р «Про визначення адміністративних центрів та затвердження територій територіальних громад Сумської області», село увійшло до складу Миколаївської сільської громади.
19 липня 2020 року, в результаті адміністративно-територіальної реформи та ліквідації Сумського району(1923—2020), увійшло до складу новоутвореного Сумського району.

## Населення

### Мова
Розподіл населення за рідною мовою за даними :
| Мова            | Кількість | Відсоток |
| --------------- | --------- | -------- |
| українська      | 407       | 95.09%   |
| російська       | 13        | 3.04%    |
| вірменська      | 7         | 1.64%    |
| інші/не вказали | 1         | 0.23%    |
| Усього          | 428       | 100%     |